# Tainter Lake
Tainter Lake é uma Região censo-designada localizada no estado norte-americano de Wisconsin, no Condado de Dunn.

## Demografia
Segundo o censo norte-americano de 2000, a sua população era de 2089 habitantes.

## Geografia
De acordo com o United States Census Bureau tem uma área de
55,6 km², dos quais 48,2 km² cobertos por terra e 7,4 km² cobertos por água.

## Localidades na vizinhança
O diagrama seguinte representa as localidades num raio de 20 km ao redor de Tainter Lake.